# Henryk Gołębiewski (aktor)

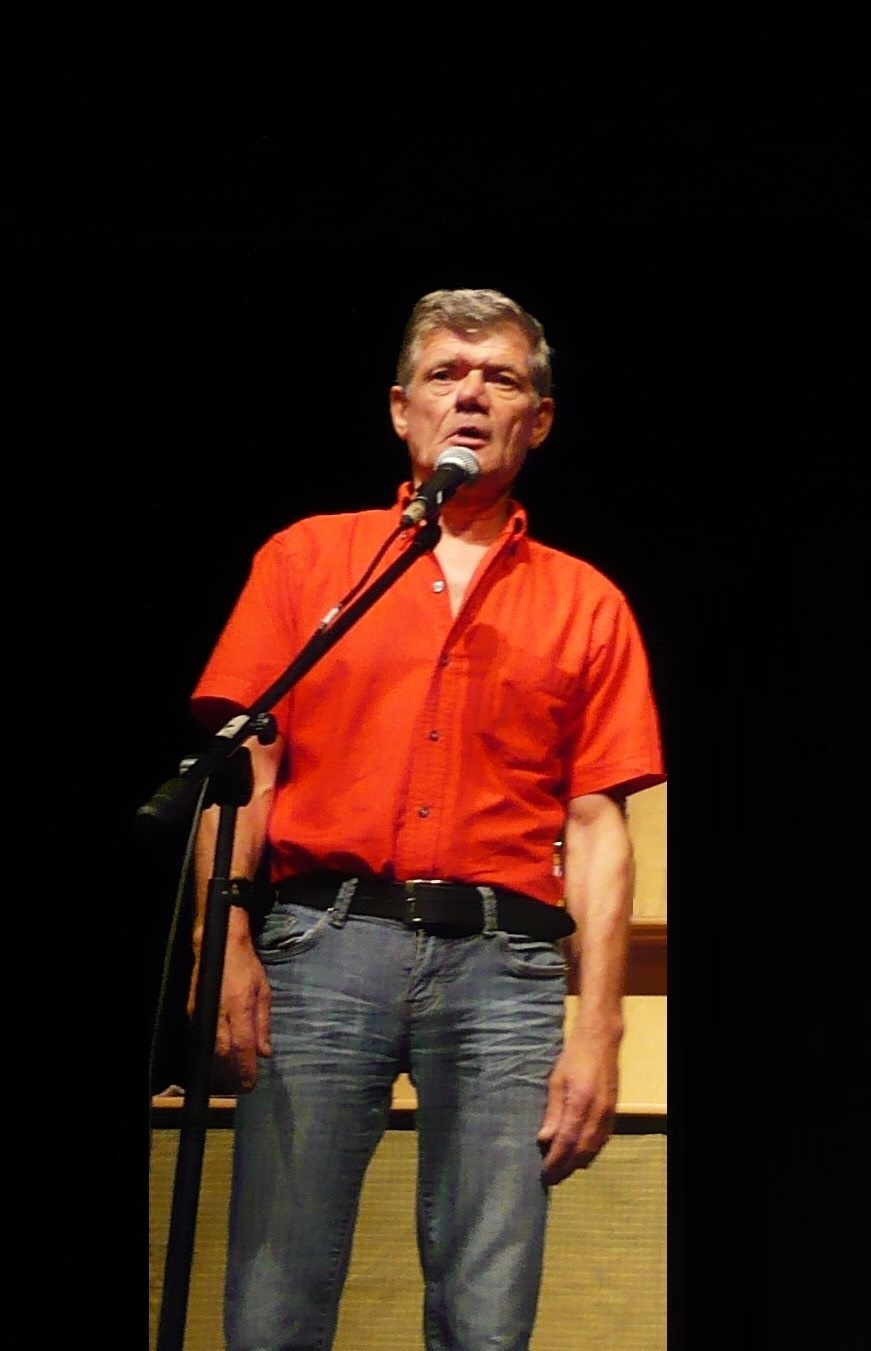
Henryk Gołębiewski w Nowej Rudzie

Henryk Julian Gołębiewski (ur. 15 czerwca 1956 w Warszawie) – polski aktor filmowy i telewizyjny. W 2003 nagrodzony Złotą Kaczką za rolę w filmie Edi.

## Życiorys
Wychował się i mieszka przy ul. Dąbrowskiego na warszawskim Mokotowie. Jego matka pracowała przy produkcji konserw w chłodni, a ojciec montował telewizory. Pochodzi z rodziny wielodzietnej, urodził się jako najmłodsze, dziewiąte dziecko – ma pięciu braci i trzy siostry. 
Przedstawiciel grupy tzw. naturszczyków, czyli aktorów na ogół bez wykształcenia aktorskiego, grających „siebie samych”. Został odkryty przez Janusza Nasfetera w czasie castingu do filmu Abel, twój brat. Wraz z resztą dziecięcej obsady był zatrudniany przez Stanisława Jędrykę do seriali przygodowych dla młodzieży, takich jak Wakacje z duchami (1971), Podróż za jeden uśmiech (1972) i Stawiam na Tolka Banana (1973).
Wrócił na ekrany pod koniec lat 90., za sprawą Jerzego Gudejki, w rolach epizodycznych. Przełomem okazała się rola tytułowego zbieracza złomu w filmie Piotra Trzaskalskiego Edi (2002). W 2007 ponownie wcielił się w Poldka z Podróży za jeden uśmiech, w teledysku do piosenki „Gdzie są przyjaciele moi” zespołu Yugopolis i Macieja Maleńczuka. Występował w roli Tadeusza Bociana w serialu Świat według Kiepskich (2015-2022). W 2016 zainaugurował działalność kabaretu Ro-Pa, który współtworzy. Gra Ziutka w serialu Lombard. Życie pod zastaw (od 2017).

## Życie prywatne
W styczniu 2007 ożenił się z Marzeną Matusik, z którą ma córkę Różę (ur. 2008). Pracował w ekipie remontowo-budowlanej, na emeryturze rozpoczął pracę jako monter klimatyzacji.

## Filmografia
- 1970: Wakacje z duchami – Maniuś „Pikador”
- 1970: Abel, twój brat – Henryk Balon
- 1971: Podróż za jeden uśmiech – Poldek Wanatowicz
- 1972: Ten okrutny, nikczemny chłopak – chłopak w domu dziecka
- 1973: Stawiam na Tolka Banana – Bolek „Cegiełka” Pabicz
- 1973: Czarne chmury – Maciej (odc. 4)
- 1974: Koniec wakacji – członek bandy
- 1976: Zanim nadejdzie dzień – gitowiec w Policyjnej Izbie Dziecka
- 1976: Daleko od szosy – kolega Leszka we wsi (odc. 1, 5)
- 1977: Sołdaty swobody – powstaniec z AL
- 1977: Nie zaznasz spokoju – Jakub
- 1980: Patrz się – kierowca
- 1983: To czy to – mężczyzna na przystanku autobusowym
- 1987: Raz i dwa – kolega
- 1993: Rajskie lato – mężczyzna na wsi
- 1995: Terapia alkoholowa (etiuda szkolna) – menel
- 1997: W poszukiwaniu zaginionego buta (spektakl telewizyjny) – chłop z kartoflami
- 1997: Sara – obsada aktorska
- 1997: Historie miłosne – taksówkarz przy Dworcu Głównym
- 1997: Czas zdrady – żołnierz
- 1997: Boża podszewka – uciekinier z Wilna (odc. 11)
- 1997: 13 posterunek – mężczyzna, na którego rzuciła się żona z nożem (odc. 4)
- 1999: Dług – robotnik na budowie domu Adama
- 2000: Wielkie rzeczy – Karłowski, kolega Jerzego
- 2000: Tajemnica zwyczajnego domu (spektakl telewizyjny) – nurek
- 2000: Gunblast Vodka – menel
- 2000: Dom – Stanisław, mechanik w zakładzie samochodowym (odc. 23)
- 2001: Wielki świat (spektakl telewizyjny) – menel II
- 2001: Święta polskie – magazynier w szpitalu
- 2001: Requiem – Marcyś, brat Lolka
- 2001-2010: Plebania – Kazimierz Machejko
- 2001-2002: Marzenia do spełnienia – menel Henryk, kolega Zdzisława
- 2002: Zemsta (film w reż. A. Wajdy) – murarz[7]
- 2002: Świat według Kiepskich – żaba (odc. 116)
- 2002: Psie serce – pijaczek Henryk
- 2002: Na dobre i na złe – Józef Szeląg (odc. 95)
- 2002: M jak miłość – Henryk, mechanik w warsztacie samochodowym (odc. 56)
- 2002: Edi – Edi
- 2002: Dzień świra – robotnik kolejowy grający w karty w pierwszej klasie
- 2002: D.I.L. – ojciec „Iry”
- 2003: Świat według Kiepskich – Czesław, facet z piłą (odc.141)
- 2003: Rodzinka.pl – koleś (odc. 5)
- 2003: Powiedz to, Gabi – dozorca kortów tenisowych
- 2003: Ławka (etiuda szkolna) – kloszard
- 2004: Polskie miłości – kamieniarz
- 2004: Kryminalni – kłusownik Leon Szałoj (odc. 2)
- 2004: Kosmita – Gienek Pariaszewski
- 2004: Fala zbrodni – zielnik (odc. 17)
- 2004: Dziki – kłusownik, ojciec Romana
- 2004: Daleko od noszy
  - pacjent – palacz w kotłowni teatralnej (odc. 22)
  - hydraulik „Zyga” Drychała (odc. 32)
- 2004: Całkiem nowe lata miodowe – kierowca szambowozu (odc. 6)
- 2004-2005: City – syn gospodyni
- 2005: Wiedźmy – Szymon (odc. 6)
- 2005: Pensjonat pod Różą – bezdomny Lucjan Kokot (odc. 60–61, 76–77)
- 2005: Oficer – kamieniarz (odc. 12)
- 2005: Lawstorant – Bawół
- 2005: Klinika samotnych serc – Wacław, majster na budowie (odc. 5)
- 2005: Dziki 2: Pojedynek – ojciec Romana
- 2005: Boża podszewka II – repatriant (odc. 2)
- 2006: Chaos – ojciec Marty
- 2006: Wszyscy jesteśmy Chrystusami – facet w izbie wytrzeźwień
- 2006: Strajk. Die heldin von danzing – kamieniarz Marek
- 2006: Olek – Henryk
- 2006: Niania – aspirant (odc. 21)
- 2006: Job, czyli ostatnia szara komórka – wujek Adiego
- 2006: Daleko od noszy – parkingowy Gandera (odc. 88)
- 2006: Czeka na nas świat – złomiarz
- 2006: Ale się kręci – Maciej Maciejak (odc. 6)
- 2007: Pierwsza miłość – menel
- 2007: Taxi A – robotnik
- 2007: Niania – policjant (odc. 76, 85)
- 2007: Mamuśki – alkoholik Żebrowski (odc. 15, 23)
- 2007: Ja wam pokażę! – robotnik Zdzisław (odc. 9)
- 2007: Hania – menel
- 2008: Stary człowiek i pies – alkoholik w ośrodku w Stanominie
- 2008: Ojciec Mateusz – więzień „Gruby” (odc. 8)
- 2009: Dekalog 89+ – taksówkarz (odc. pt. Sprawa Janusza W.)
- 2010: Wiśniowa historia (etiuda szkolna) – Mieczysław
- 2010: Świat według Kiepskich – Tajson (odc. 340)
- 2010: Śmierć czeskiego psa (etuda szkolna) – taksówkarz
- 2010: Prosta historia o miłości – dyżurny planu Henryk
- 2010: Optymista – pijaczek
- 2010: Ojciec Mateusz – włóczęga (odc. 34)
- 2010, 2011, 2014: Barwy szczęścia – bezdomny Leszek (odc. 514, 579, 1227)
- 2010: 1920. Wojna i miłość – złodziej (odc. 6–7)
- 2011: Ojciec Mateusz – Michalak (odc. 88)
- 2011: Księstwo – Dudek
- 2011: Kac Wawa – policjant
- 2013: Galeria – Dziki (odc. 140–142)
- 2012: Czas honoru – chłop na polu (odc. 57)
- 2013: Wałęsa. Człowiek z nadziei – chłop przy blokadzie
- 2013: Przedtem, potem – obsada aktorska
- 2013: Pro morte (etiuda szkolna) – menel na schodach
- 2013: Drogówka – kierowca malucha
- 2014: W ciszę (etiuda szkolna) – kościelny
- 2014: They chased me through Arizona – Theo, pracownik fabryki
- 2014: Pod Mocnym Aniołem – pijak w autobusie
- 2014: Komisarz Alex – Wiktor Grabień (odc. 61)
- 2014: Baron24 – Stanisław Wawrzyniak (odc. 4)
- 2015-2021: Świat według Kiepskich –
  - Tadeusz Bocian,
  - portier (odc. 459),
  - grabarz Stanisław (odc. 467),
  - kierowca (odc. 469),
  - błazen ze wschodu (odc. 553)[8]
- 2015: Sugihara chiune – żołnierz radziecki
- 2015: Strażacy – bezdomny (odc. 5)
- 2015: Ostatni klaps – operator Waldemar
- 2015: Ojciec Mateusz – kotek (odc. 166)
- 2015: Dzień w Warszawie – Tadeusz
- 2015: Blondynka – chłop bijący konia (odc. 51)
- 2016: Świat według Kiepskich –
  - Rosjanin (odc. 485),
  - Włodzimierz (odc. 489, 498)
- 2016: Druga szansa – pacjent Bronisław Marzec (odc. 2, 8–9, 11–17; sezon I i II)
- 2017: Gwiazdy – kelner w Balatonie
- 2017: Czuwaj – ojciec
- od 2017: Lombard. Życie pod zastaw – Józef „Ziutek” Szaniawski
- 2018: Barwy szczęścia – bezdomny Leszek (odc. 1847, 1851, 1853, 1859)
- 2019: Ojciec Mateusz – Sidorczyk (odc. 267)
- 2019: Dołęga-Mostowicz. Kiedy zamykam oczy (spektakl telewizyjny) – menel
- 2020: W rytmie serca – Rosłoń (odc. 64)
- 2020: Ludzie i bogowie – Stary (odc. 3)
- 2020: Czyściec (film) – kanalarz
- 2021: 1:11 – Wiesław
- 2021: Wesele – Banaś / furman
- 2024: Powołany 2 – kościelny Edzio

## Dubbing
- 2001: Fallout Tactics: Brotherhood of Steel – Cypher; Hassan; Informator
- 2002: Szymek czarodziej – Bagienny

## Teledyski
- 2007: Yugopolis & Maciej Maleńczuk, „Gdzie są przyjaciele moi” z płyty Słoneczna strona miasta[9]
- 2014: Czarne Kwiaty, „Spleen”[10]
- 2014: KaeN, „Ballada o Dawidzie Starejki"
- 2015: Małach Tempo Mxtp feat, Polska Wersja, Dj Grubaz – Nie chwal dnia

## Programy telewizyjne
- 2005: „Uwaga!” w TVN; odc. Podróż za jeden uśmiech wciąż trwa[11]
- 2008: „Zacisze gwiazd” w TVP – wystąpił gościnnie w programie
- 2010: „Niepokonani” w TVP; odc. Granice kariery – wystąpił gościnnie[12][13]
- 2012: „Familiada” w TVP2; odc. Duże Dzieci TVP[14][15] – gościnnie
- 2013: „Pytanie na śniadanie”, Henryk Gołębiewski nie ma za co utrzymać rodziny – gościnnie[16]

## Nagrody
- 2003: Edi; Nagroda specjalna Złota Kaczka – kreacje aktorskie
- 2003: Edi (nominacja) Orzeł – najlepsza główna rola męska
- 2003: Edi; Przegląd Filmowy Prowincjonalia – nagroda aktorska
- 2008: Monidło; dla najlepszego niezawodowego aktora na festiwalu Jana Himilsbacha w Mińsku Mazowieckim; nagrodę przyznano po raz pierwszy[17]
- 2020: Nagroda Jubileuszowa Telewizji Puls na 50-lecie pracy artystycznej[18]